# Miracle at St. Anna
Miracle at St. Anna es una película bélica de 2008 dirigida por Spike Lee y escrita por James McBride basada en su novela del mismo nombre. La película está ambientada en la Segunda Guerra Mundial, en el otoño de 1944 en Toscana, y en las contemporáneas Nueva York y Roma.

## Sinopsis
Miracle at St. Anna muestra la historia de cuatro soldados afroamericanos de la división 92 de infantería, compuesta solo por soldados negros. Esta división es atrapada por la Línea Gótica cerca de un pequeño pueblo toscano, durante la Campaña de Italia en la Segunda Guerra Mundial, después de que uno de ellos arriesga su vida para salvar a un joven italiano.
La historia está inspirada por la "Sant'Anna di Stazzema massacre" (ver Masacre de Stazzema) de agosto de 1944, perpetrada por Waffen-SS, un cuerpo de combate nazi, como represalia a una actividad de la Resistencia italiana. También hay una referencia a Ponte Santa Trinita de Florencia.

## Reparto
- Derek Luke - 2nd Staff Sergeant Aubrey Stamps
- Michael Ealy - Sergeant Bishop Cummings
- Laz Alonso - Corporal Hector Negron
- Omar Benson Miller - Private First Class Sam Train
- Pierfrancesco Favino - Peppi "The Great Butterfly" Grotta
- Valentina Cervi - Renata
- Matteo Sciabordi - Angelo Torancelli "The Boy"
- John Turturro - Detective Antonio "Tony" Ricci
- Joseph Gordon-Levitt - Tim Boyle
- John Leguizamo - Enrico
- Kerry Washington - Zana Wilder
- D.B. Sweeney - Colonel Driscoll
- Sergio Albelli - Rodolfo
- Walton Goggins - Captain Nokes
- Christian Berkel - Captain Eichholz
- Waldemar Kobus -	Colonel Pflueger
- Alexandra Maria Lara - Axis Sally